# Stanisław Kołakowski (urzędnik)
Stanisław Kołakowski – polski urzędnik ministerialny w II RP.
Pełnił funkcję pomocnika naczelnika Wydziału Handlowego Kolei Nadwiślańskich oraz członka rady stałych przedstawicieli skarbowych dróg żelaznych przy Ministerium Komunikacji, a w marcu 1915 został mianowany na stanowisko zastępcy prezesa Piotrogrodzkiego Komitetu Kolejowego.
Po odzyskaniu przez Polskę niepodległości został urzędnikiem w służbie państwowej. Pełnił stanowisko dyrektor Departamentu Taryfowego Ministerstwa Kolei (Żelaznych), później Departamentu Handlowo-Taryfowego Ministerstwa Komunikacji. Jako przedstawiciel ministerstwa w grudniu 1925 został członkiem stałego komitetu doradczego do spraw gdańskich.

## Ordery i odznaczenia
- Krzyż Komandorski Orderu Odrodzenia Polski (2 maja 1923)[6]
- Złoty Krzyż Zasługi (11 kwietnia 1939)[7]